# Șibot, Alba
Șibot, mai demult Jibot (în dialectul săsesc Britsderf, în germană Unter-Brodsdorf, Unterbrodsdorf, maghiară Alkenyér, Zsibót) este satul de reședință al comunei cu același nume din județul Alba, Transilvania, România.

## Așezare
Satul Șibot este așezat pe malul stâng al Mureșului mijlociu. Satul este structurat pe o uliță principală cu direcția S-N, ce îl străbate în linie dreaptă de la șoseaua națională, traversând linia ferată până la Mureș.
Localitatea Șibot are ca vecini: la nord comuna Ceru-Băcăinți, la sud satul Vinerea, la est comunele Săliștea și Blandiana, iar la vest formează extremitatea județului Alba, 
învecinându-se cu satul Aurel Vlaicu (comuna Geoagiu) din județul Hunedoara.

## Istoric
Prima mențiune despre Șibot datează din anul 1281, sub denumirea de Kuner. Șibotul este menționat între cele 2500-2600 de așezări evidențiate la prima atestare documentară dintre anii 1075-1350. Prima mențiune scrisă despre Șibot apare în lucrarea lui Coriolan Suciu „Dicționar istoric al localităților din Transilvania”.

### Bătălia de pe „Câmpul Pâinii”

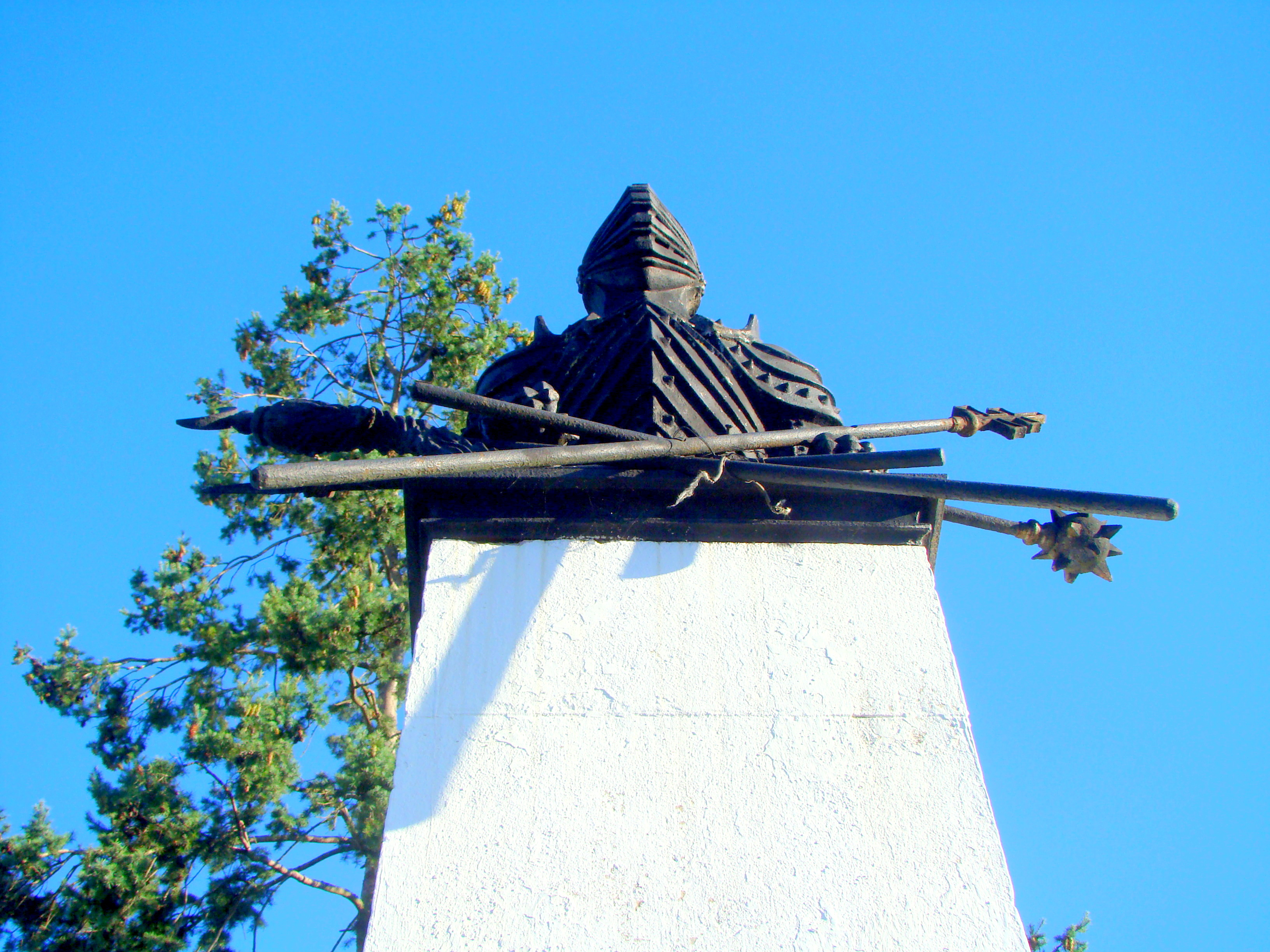
Bustul lui Paul Chinezu

Cel mai de seamă eveniment istoric petrecut pe actualul teritoriu al localității Șibot se leagă de lupta dusă împotriva cotropitorilor turci pe timpul regelui Matei Corvin. Evenimentul este cunoscut sub numele de „Bătălia de la Câmpul Pâinii”, avându-l ca principal erou pe Paul (Pavel) Chinezu, comitele de atunci al Timișoarei. Legenda spune că Paul Chinezu cu oastea sa a sosit în momentul hotărâtor al bătăliei. Pentru a se apropia neobservat de locul încleștării armatei ardelene cu armata otomană, Paul Chinezu s-a folosit de o stratagemă, și anume, soldații săi purtau crengi de copaci, încât turcii au rămas surprinși văzând că spre ei înaintează pădurea, din care s-au năpustit asupra lor oștenii legendarului erou.

## Clima
Este temperat continentală cu influențe oceanice și uneori submediteraneene. Regimul anual al temperaturii aerului variază iarna între -2° C și -7° C, primăvara între 6 - 12° C, vara între 8 - 19° C, iar toamna între 5,5 - 9,5° C. Numărul zilelor de îngheț variază între 110-116 anual, iar numărul zilelor cu temperaturi medii mai mari de 25° C este între 79-96 anual. Numărul zilelor senine este de peste 60, iar cantitățile anuale de precipitații sunt în medie 500-600 ml. Maximul de precipitații este în luna iunie, iar cele mai puține se produc în luna februarie. Grindina cade în 1-2 zile pe an. Ceața se întâlnește în 42-46 zile anual.

## Personalități
- Emil Turdeanu (1911-2001), filolog și istoric al literaturii române
- Iosif Sîrbu (1925-1964), primul campion olimpic român
- Valer Muntean (1881 - 1954), deputat în Marea Adunare Națională de la Alba Iulia 1918

## Obiective turistice
- Biserica „Adormirea Maicii Domnului” din secolul al XVIII-lea.
- Monumentul lui Paul Chinezu, eroul luptei contra turcilor, din 1479, de la „Câmpul Pâinii” de lângă Orăștie (cod LMI AB-III-m-B-00420).

## Imagini

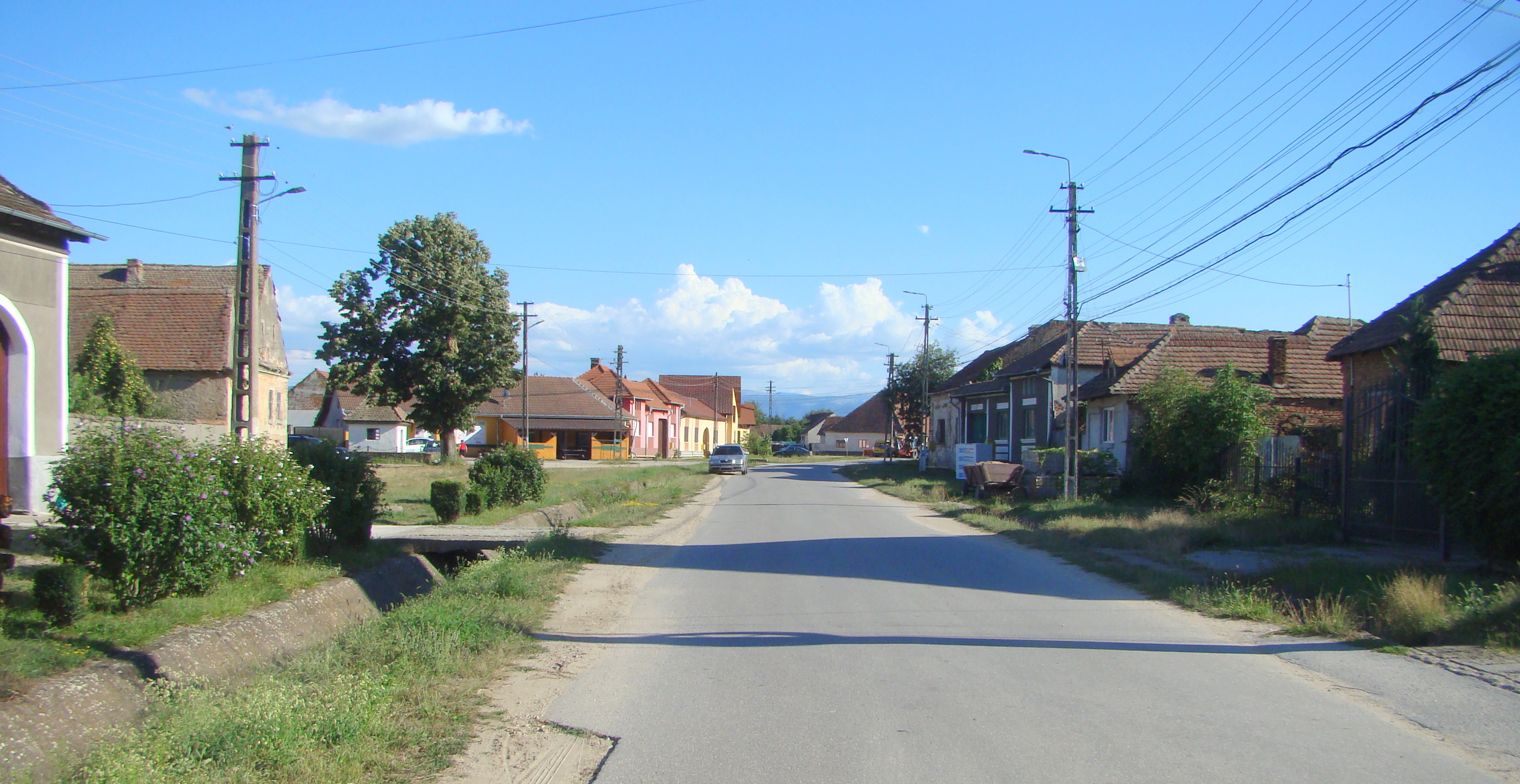
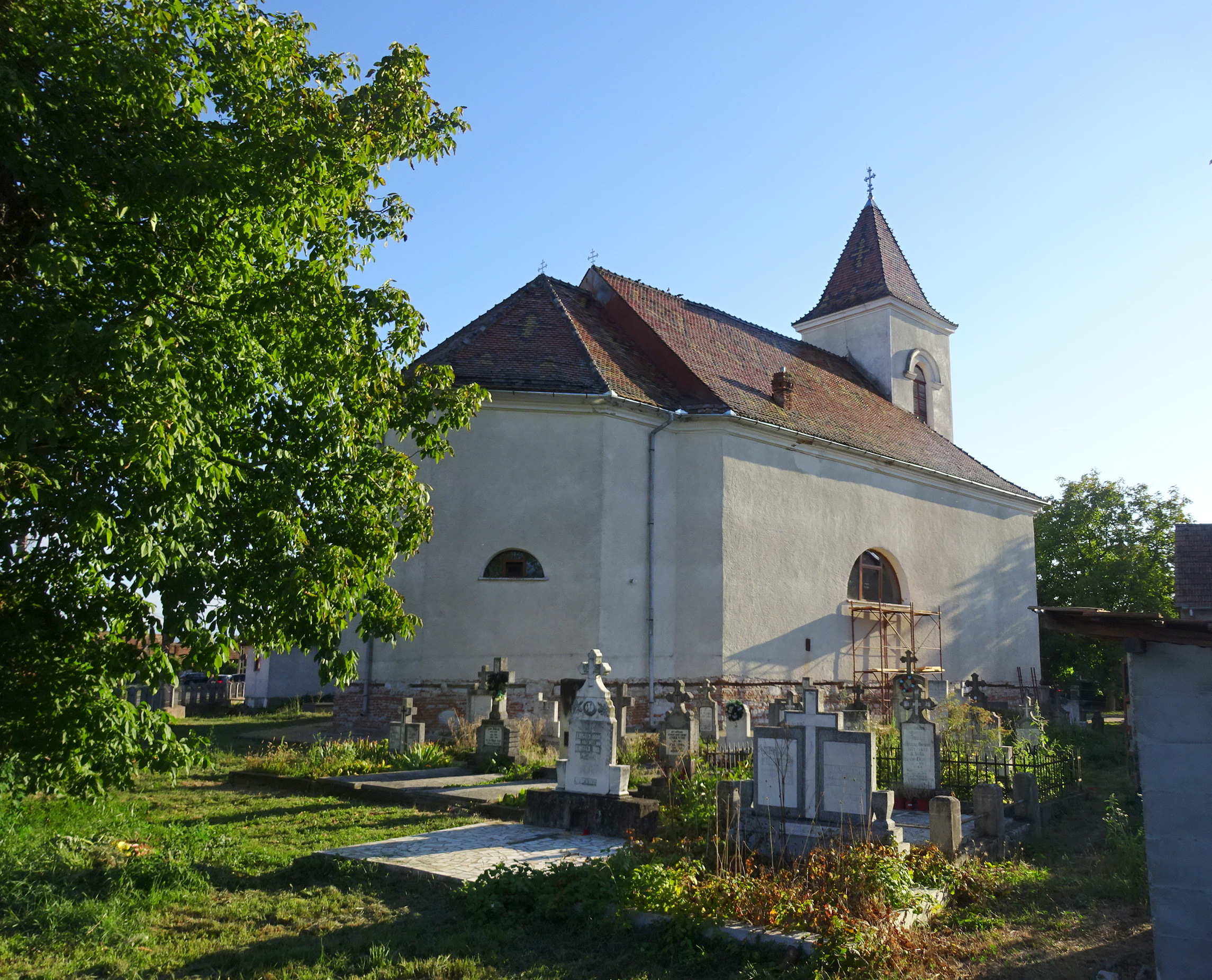
Biserica Adormirea Maicii Domnului din Șibot (monument istoric)
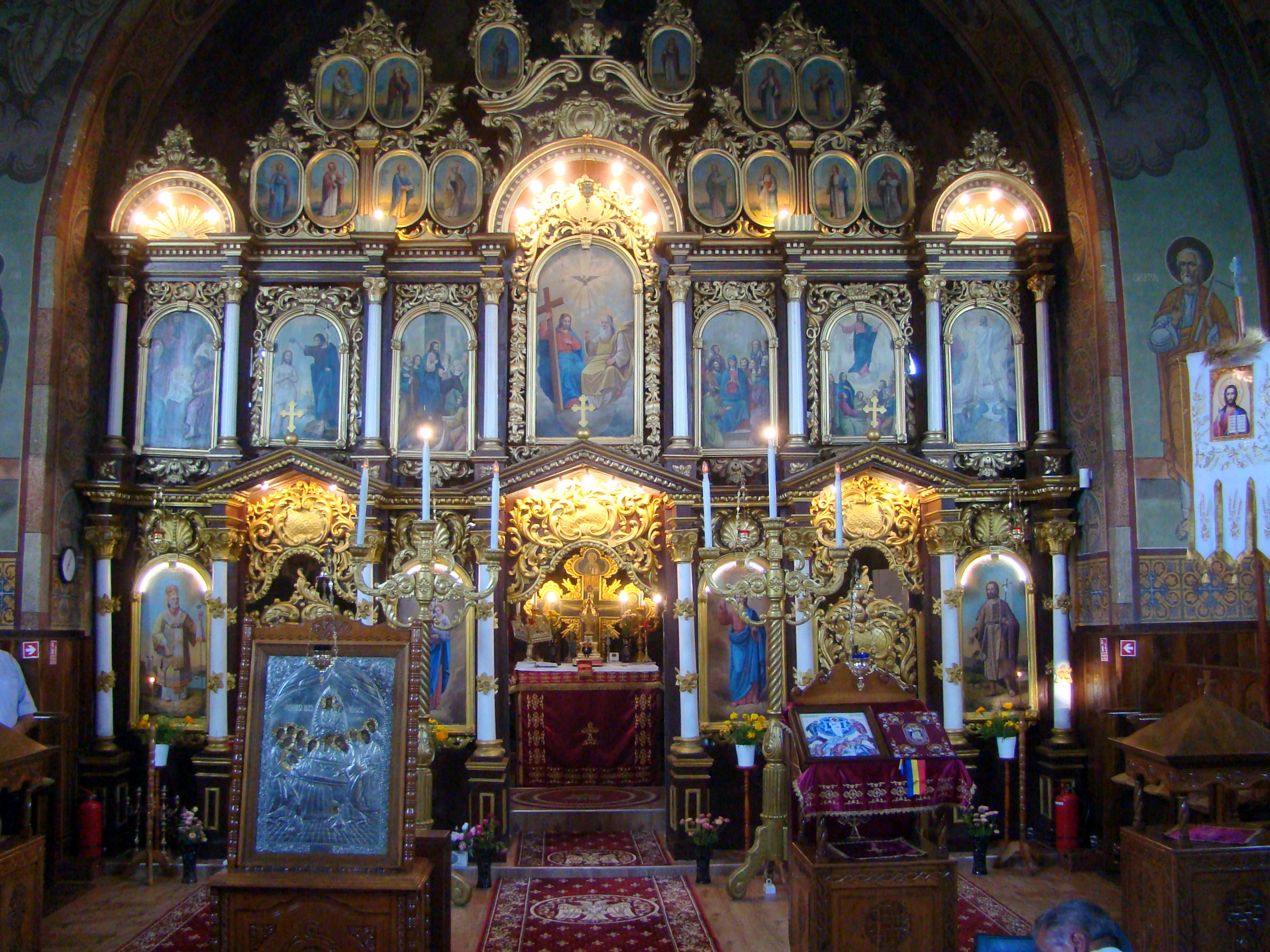
Biserica Adormirea Maicii Domnului din Șibot (monument istoric)
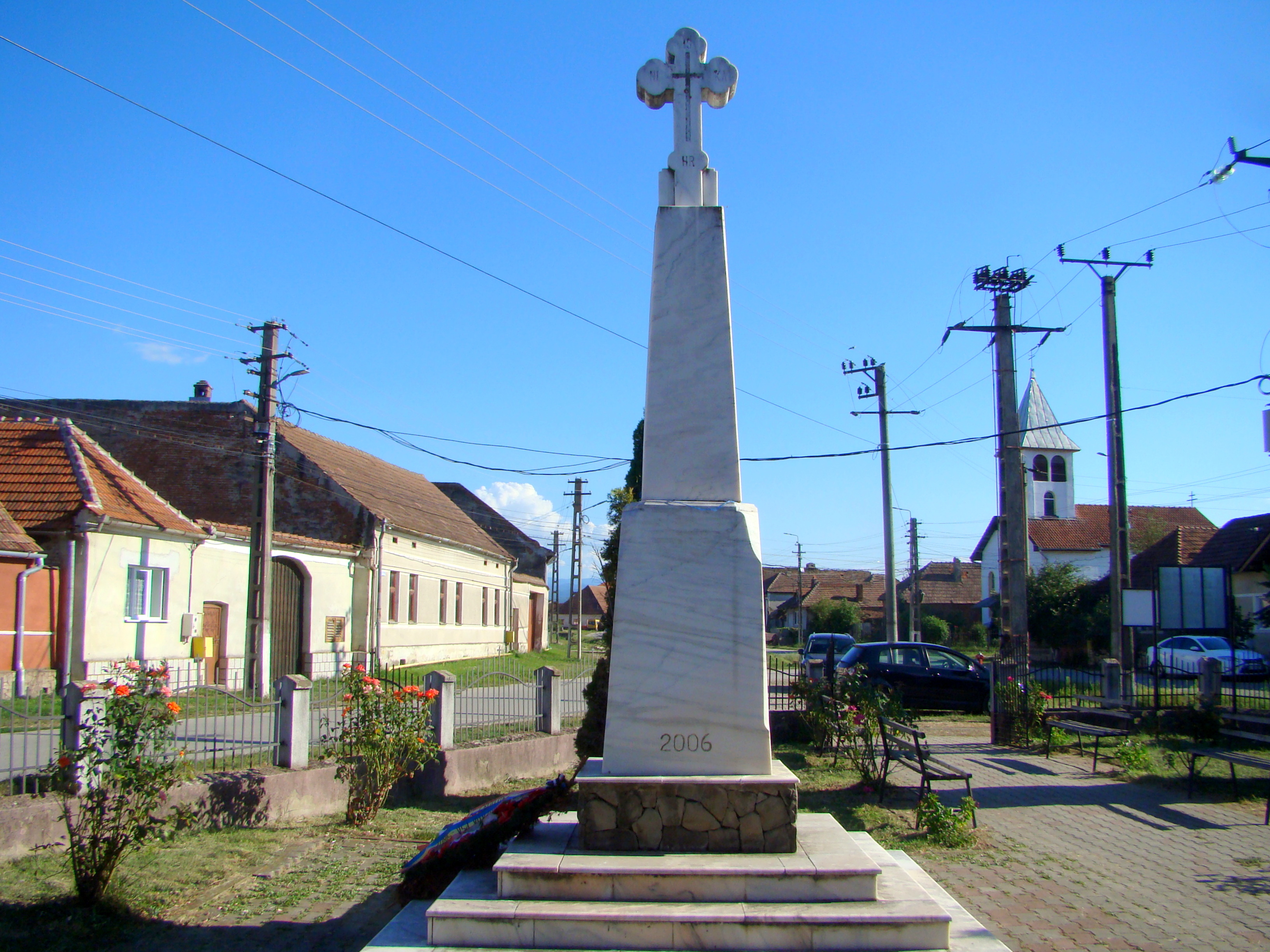
Monumentul eroilor din Șibot
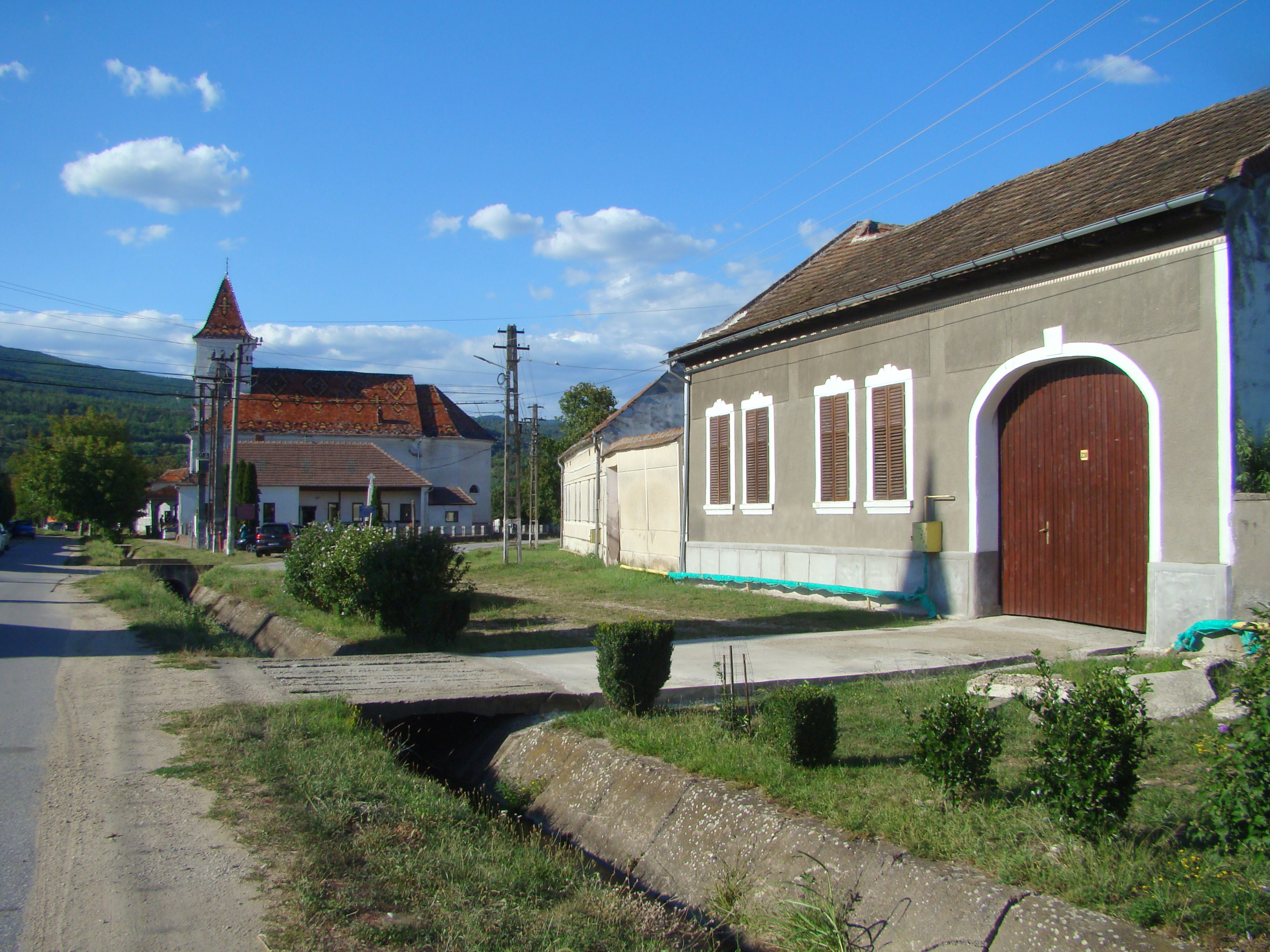
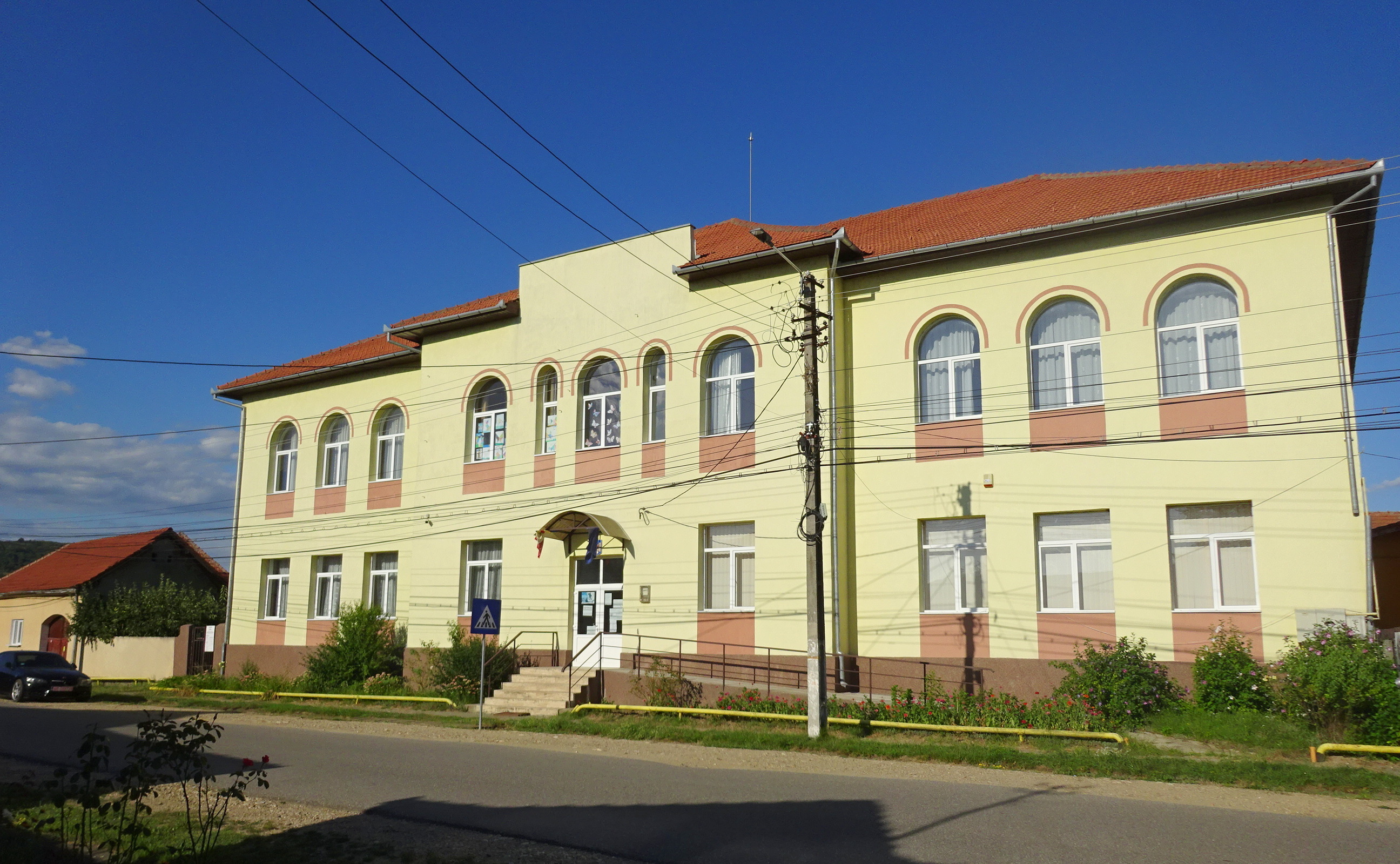
Școala
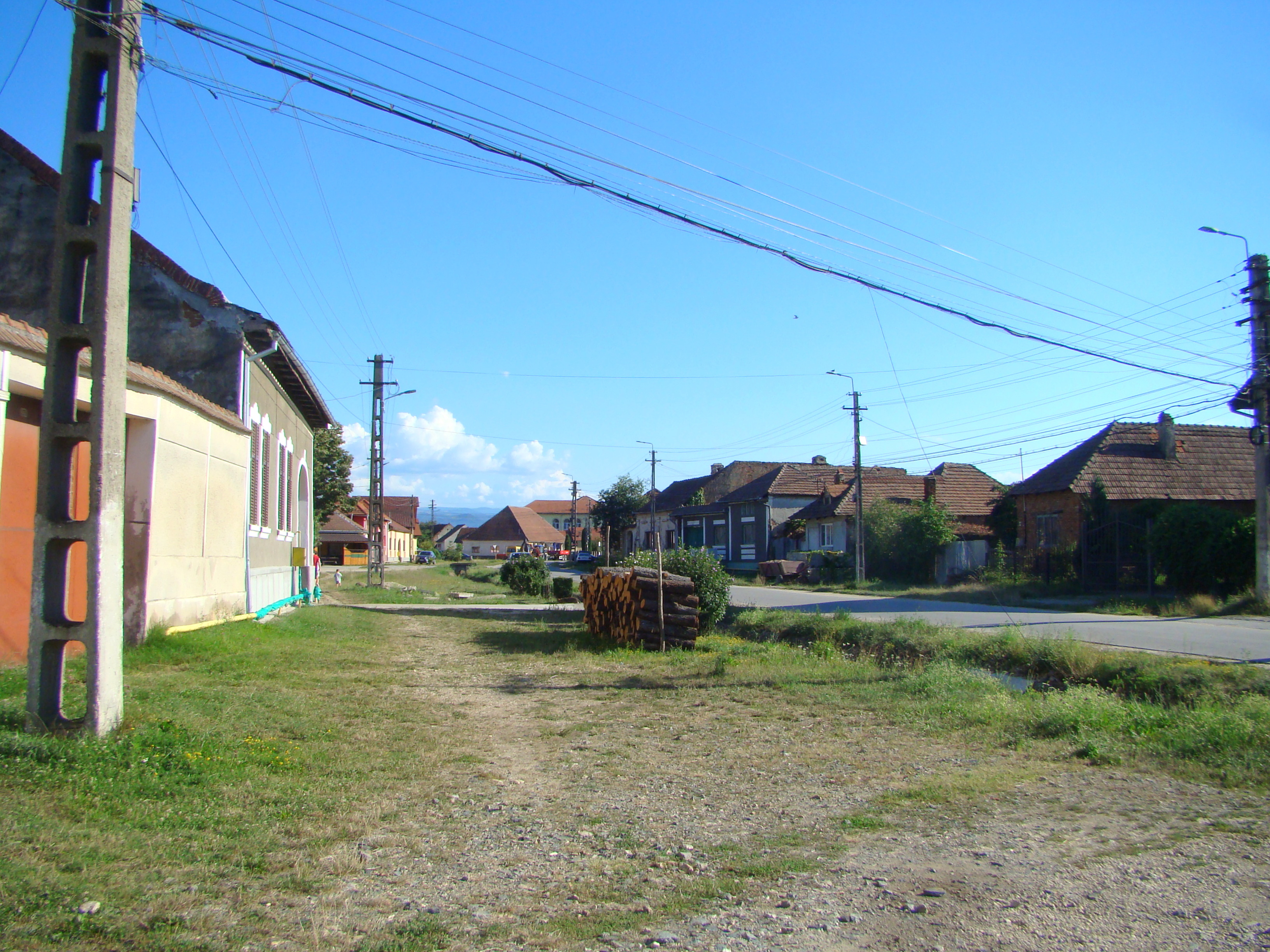
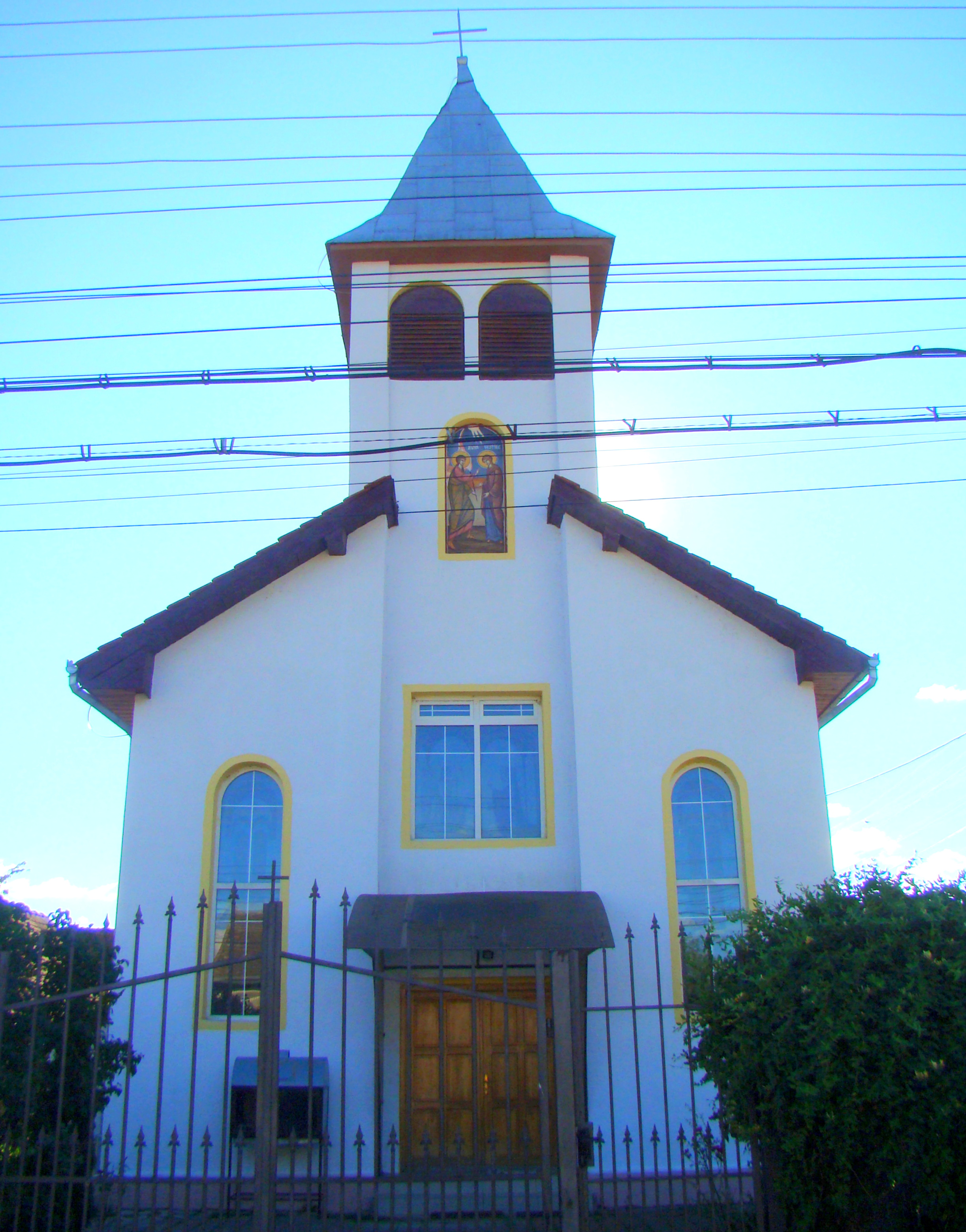
Biserica greco-catolică
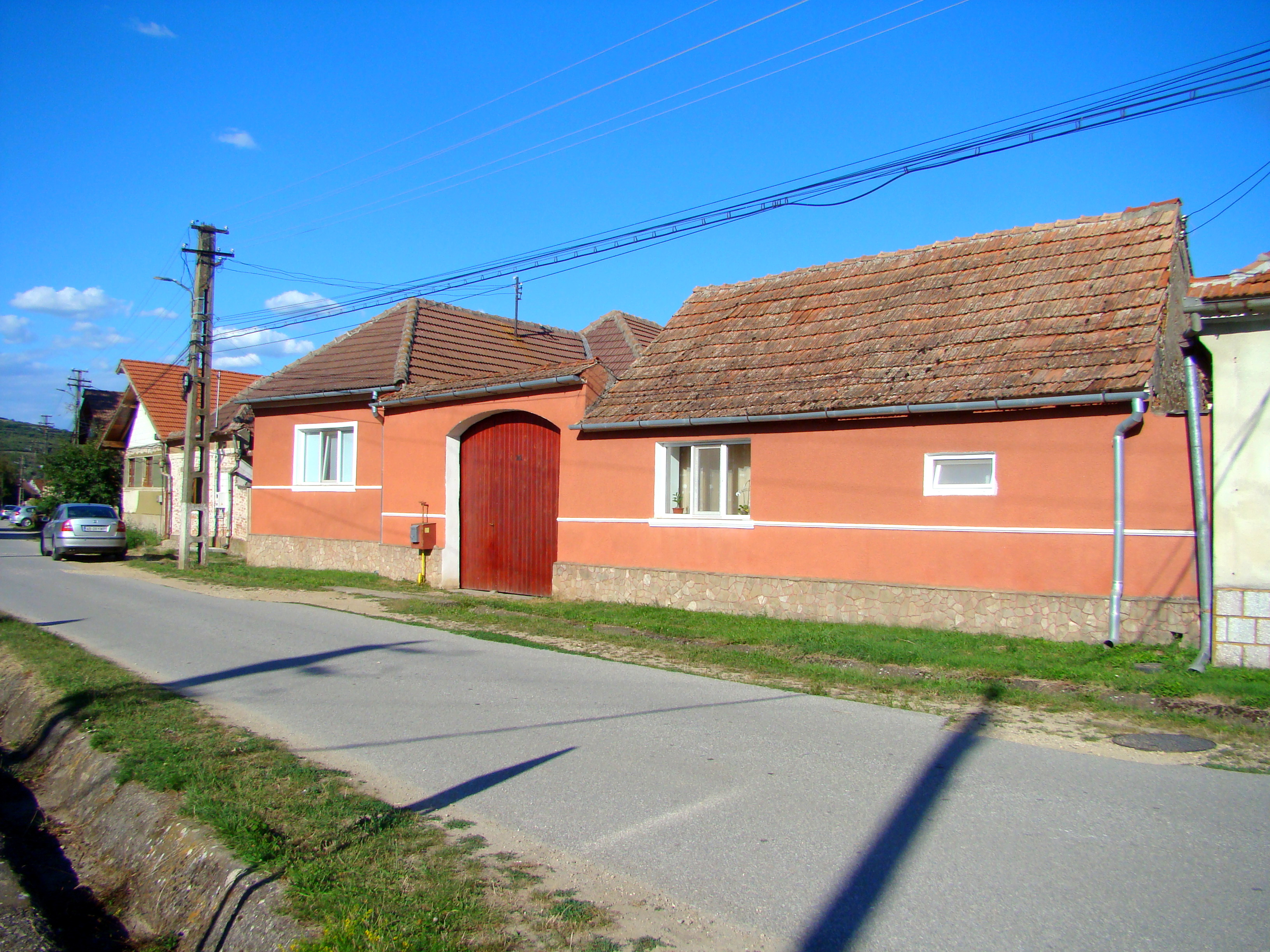
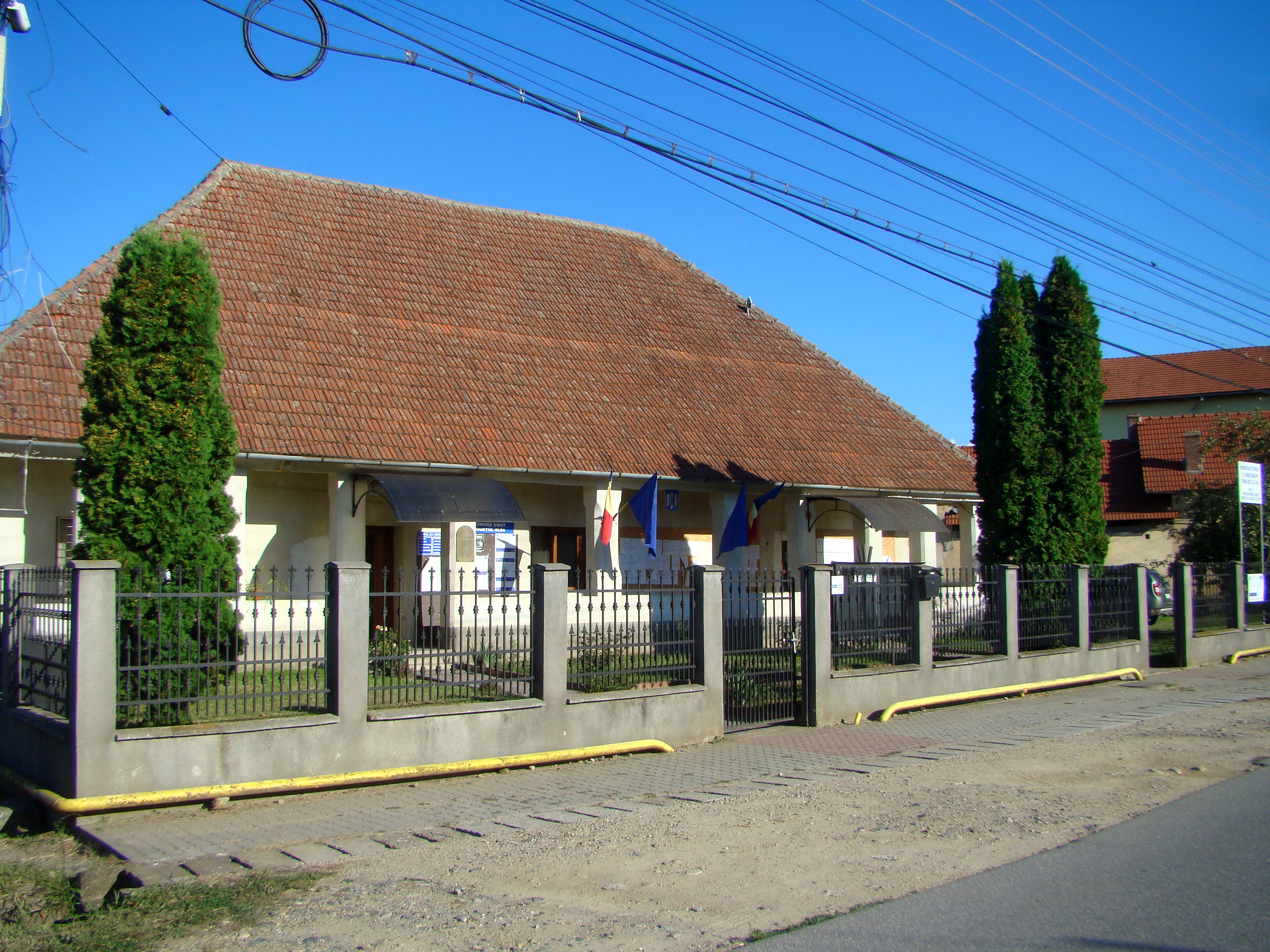
Primăria
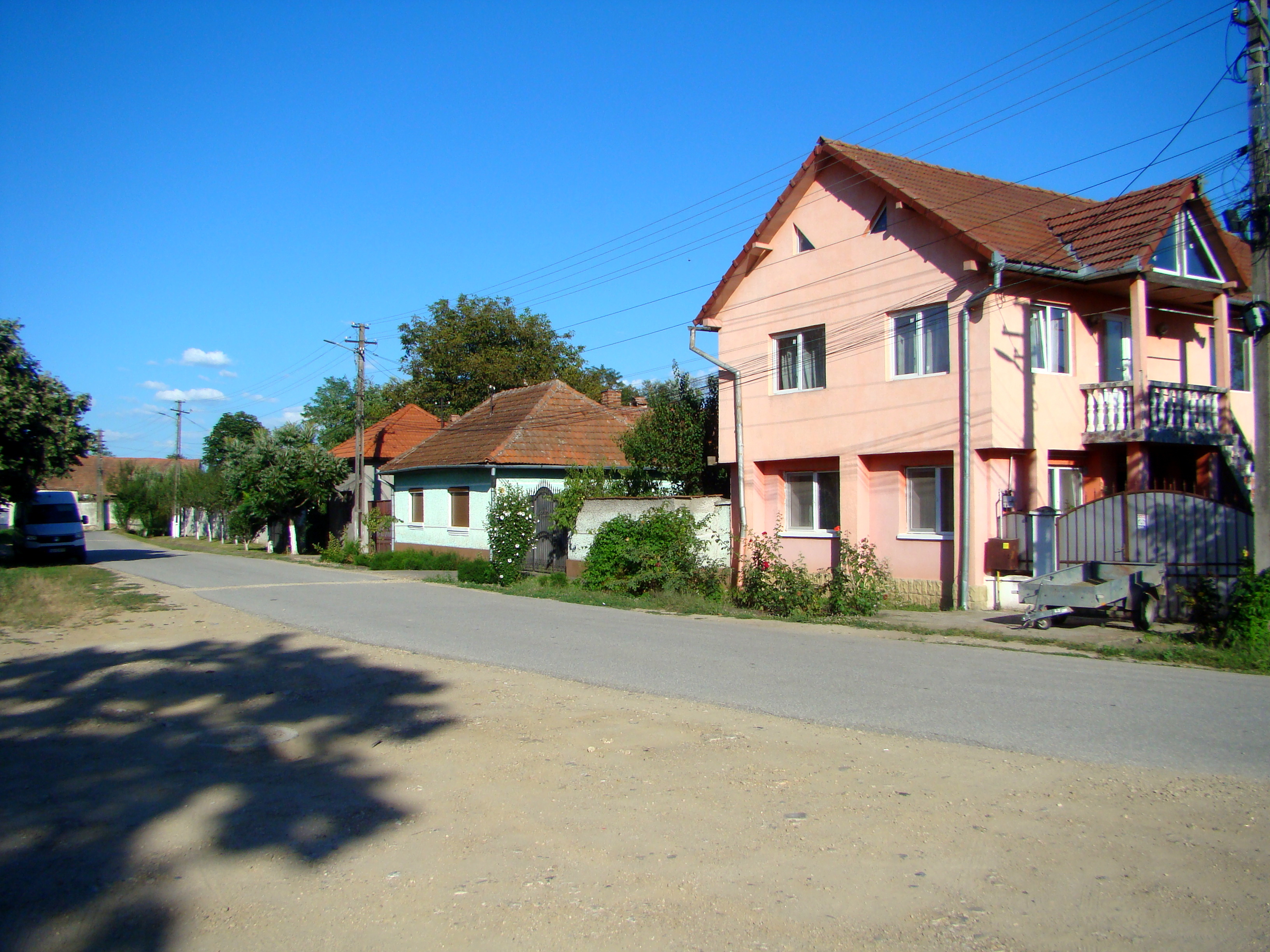
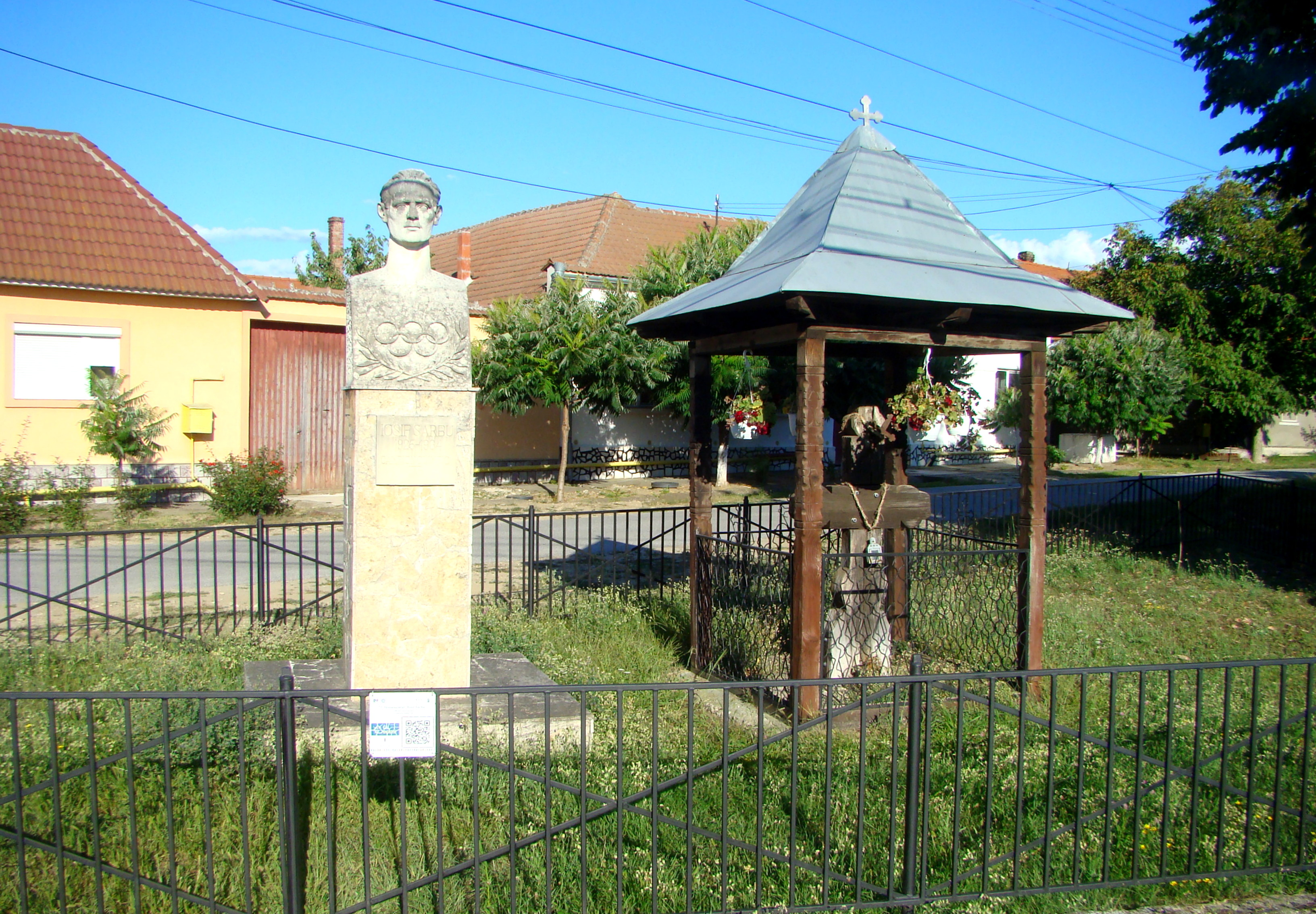
Bustul campionului olimpic Iosif Sîrbu
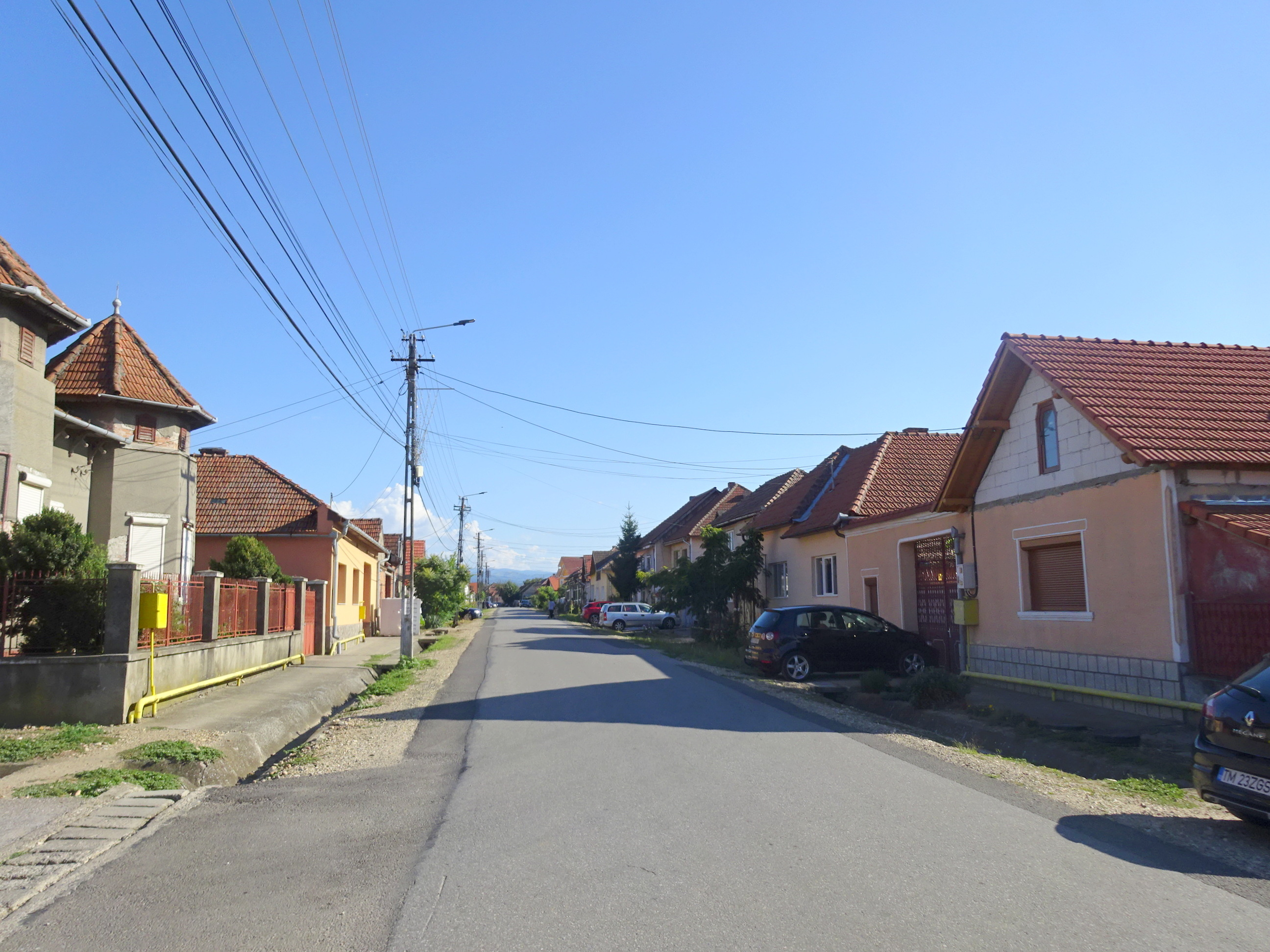
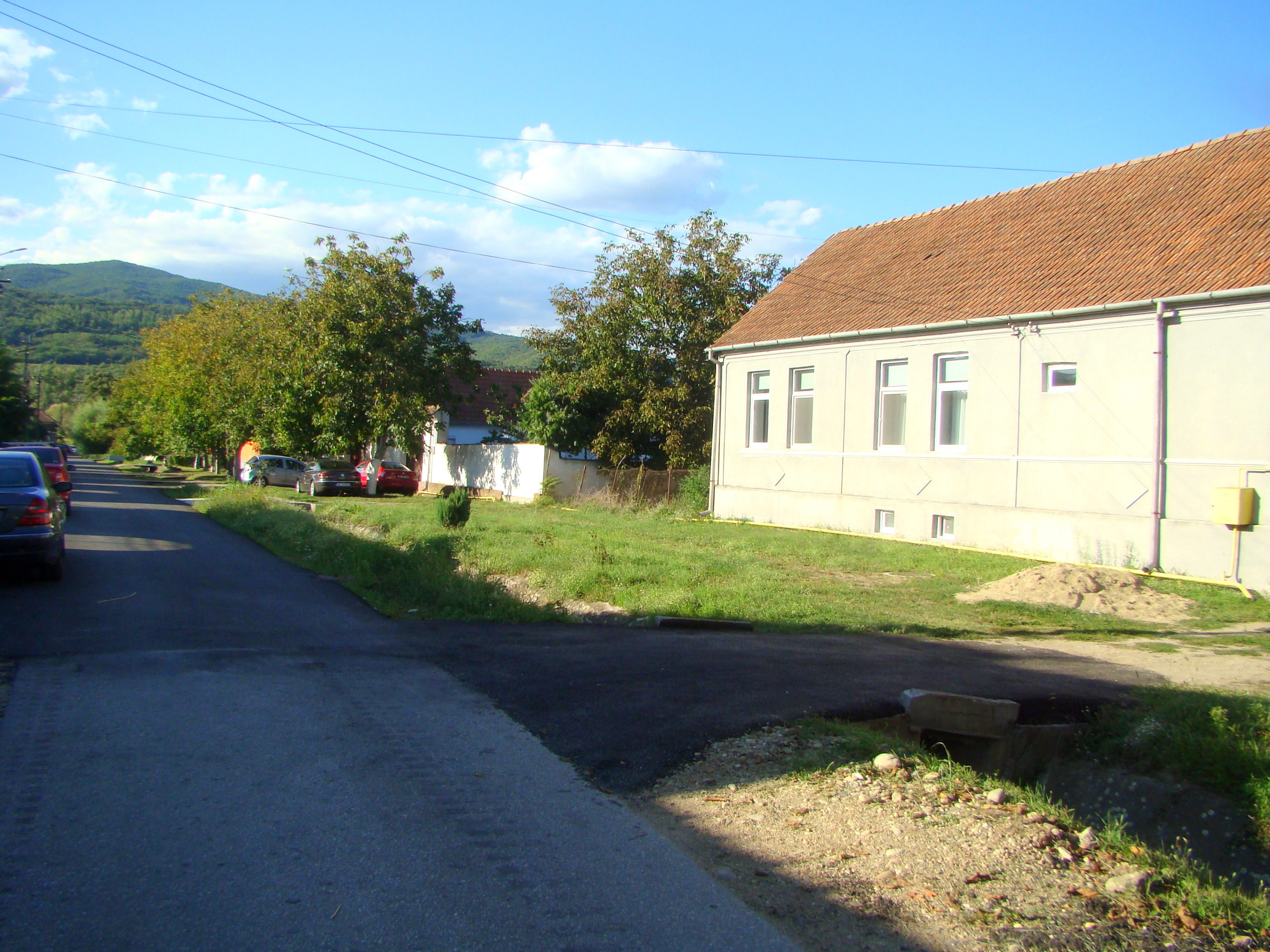
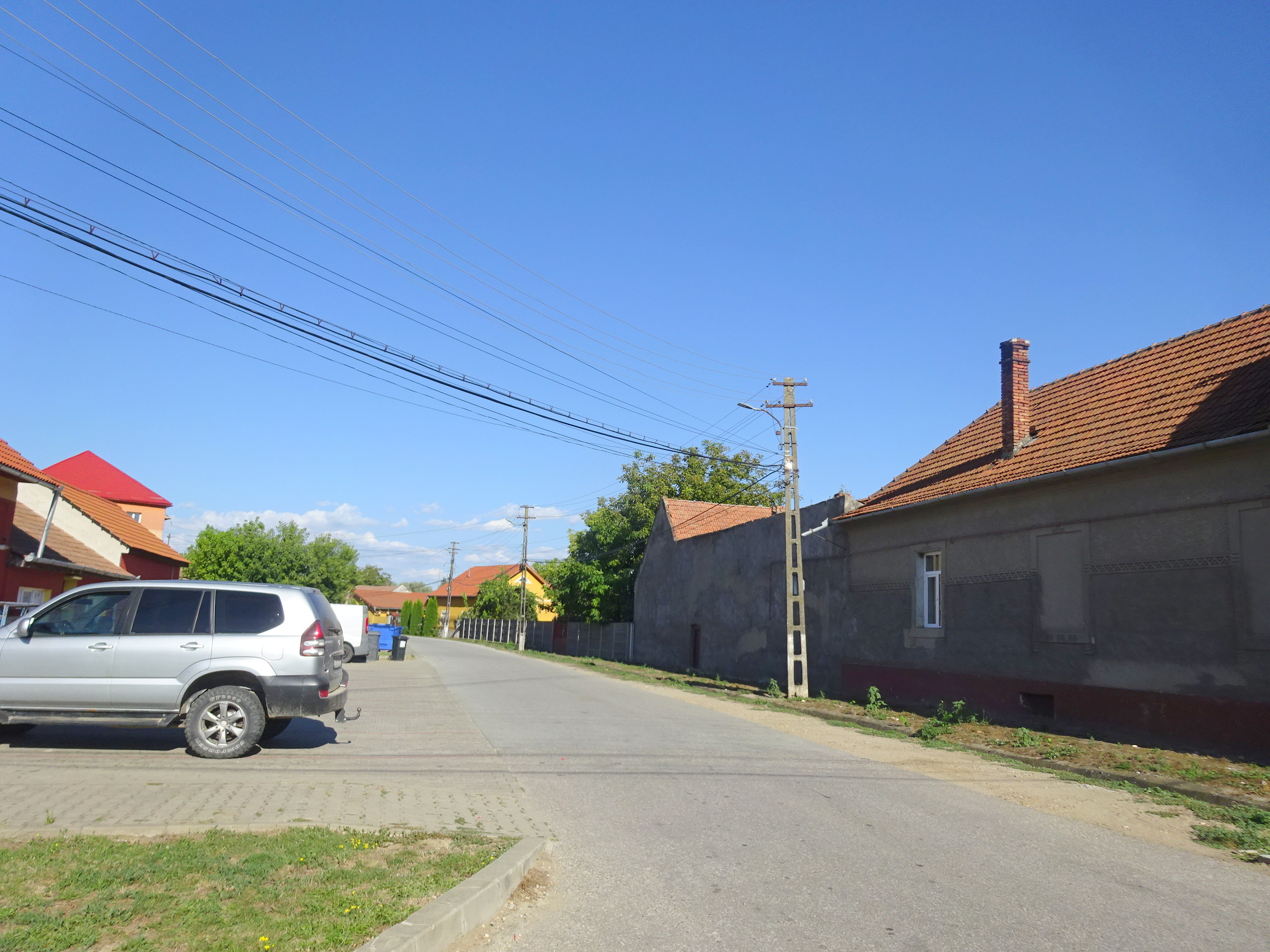
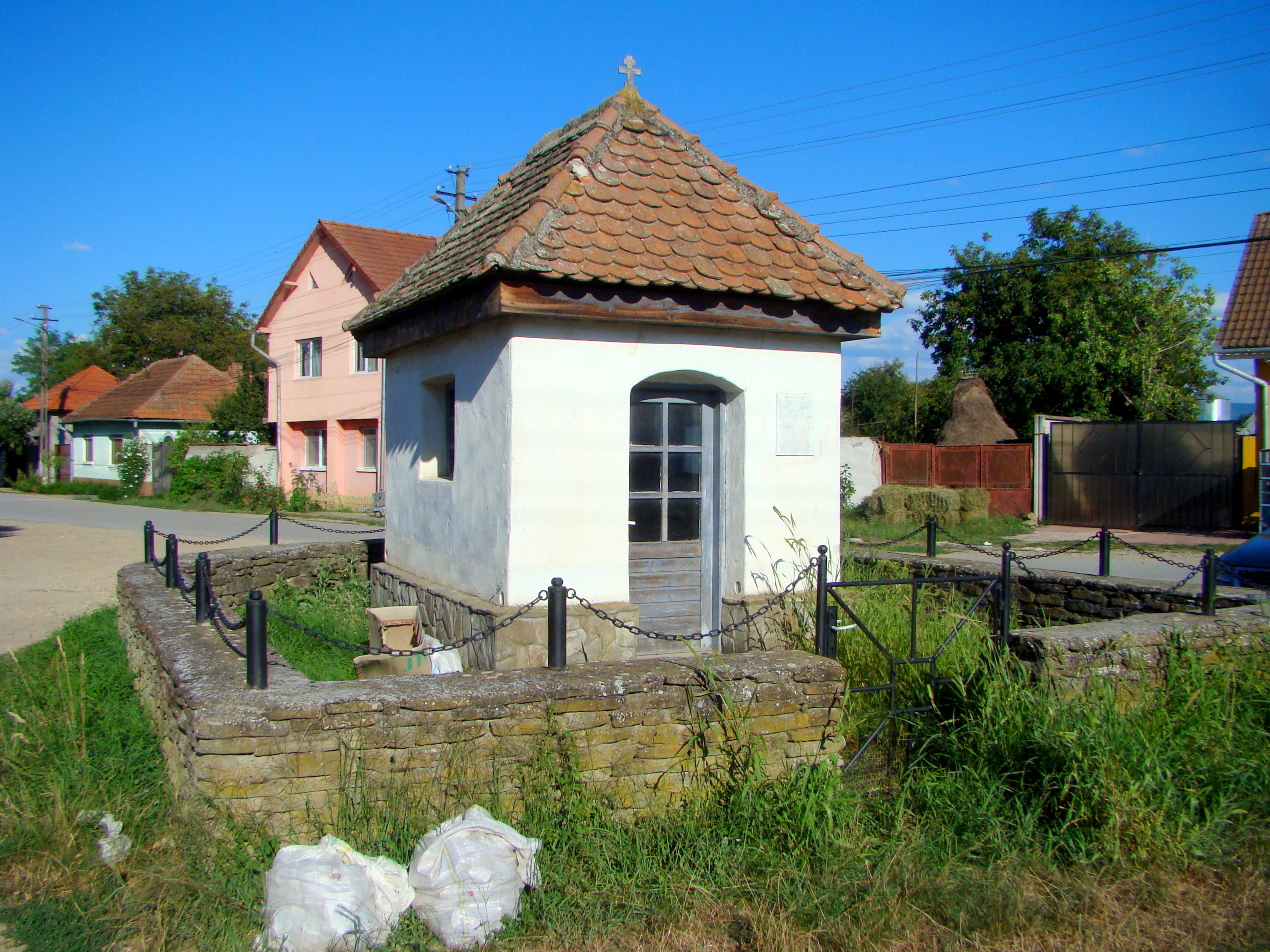
Capela-troiță din Șibot (monument istoric)
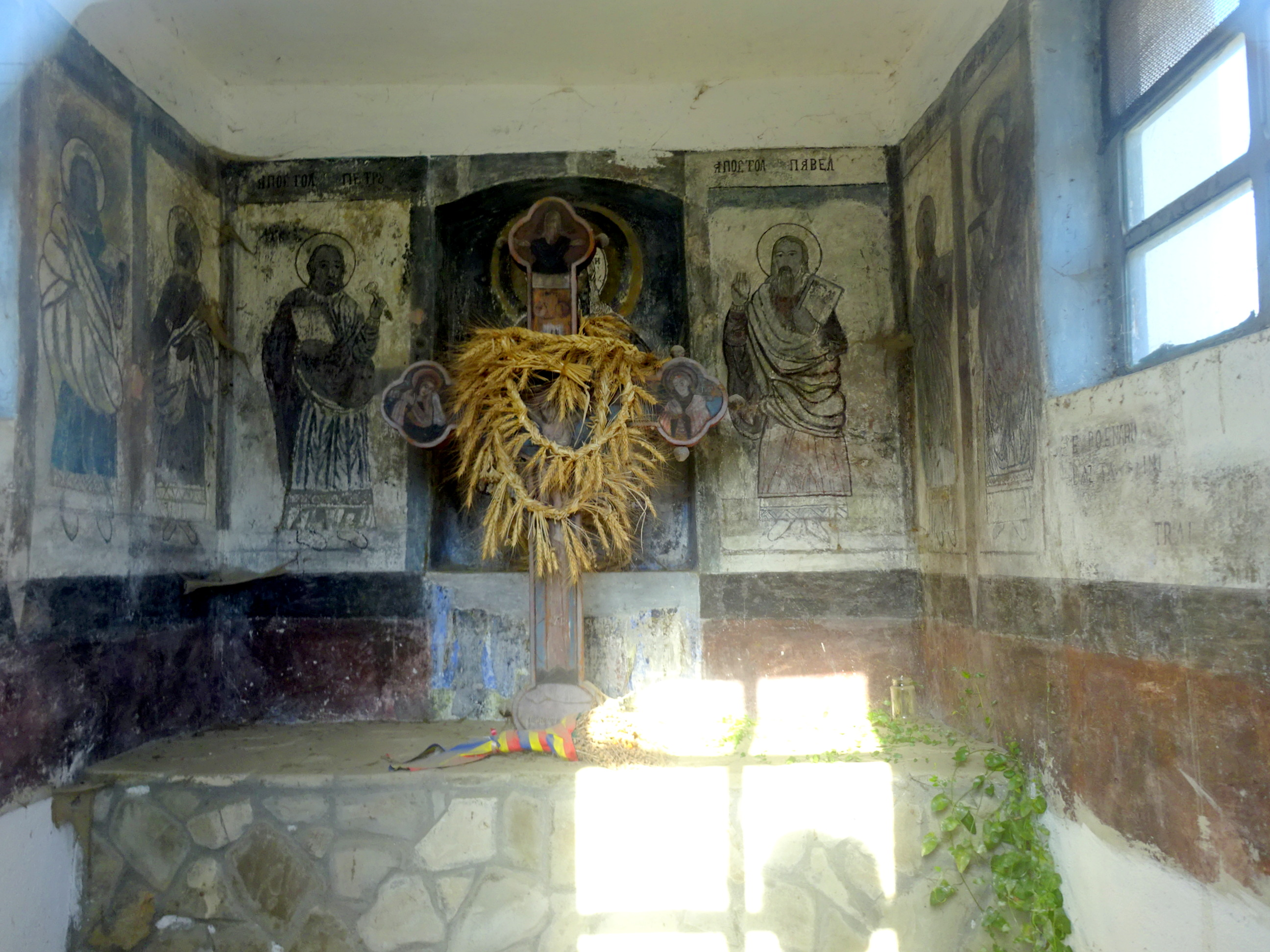
Capela-troiță din Șibot (monument istoric)
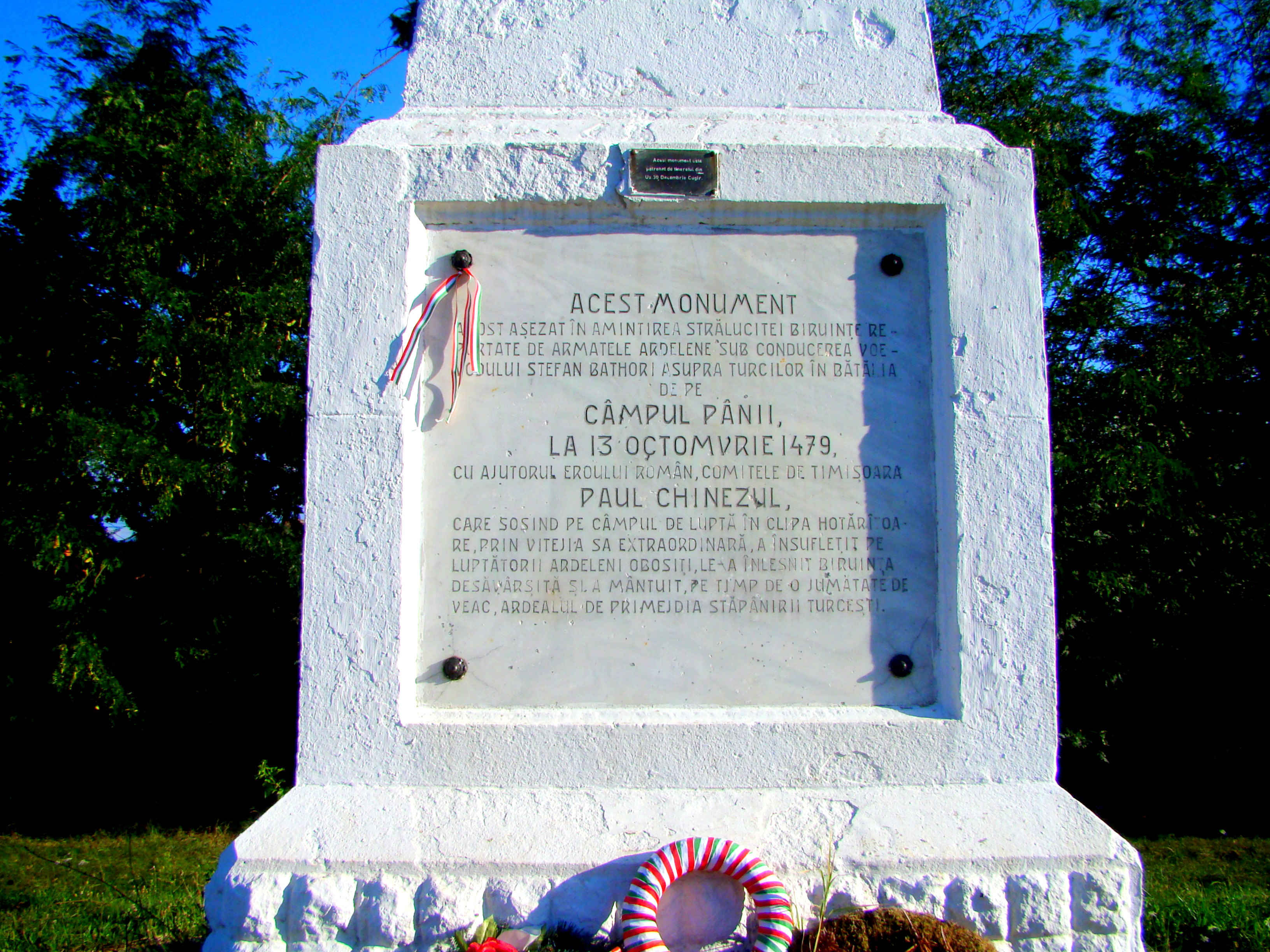
Monumentul lui Pavel Chinezu (monument istoric)
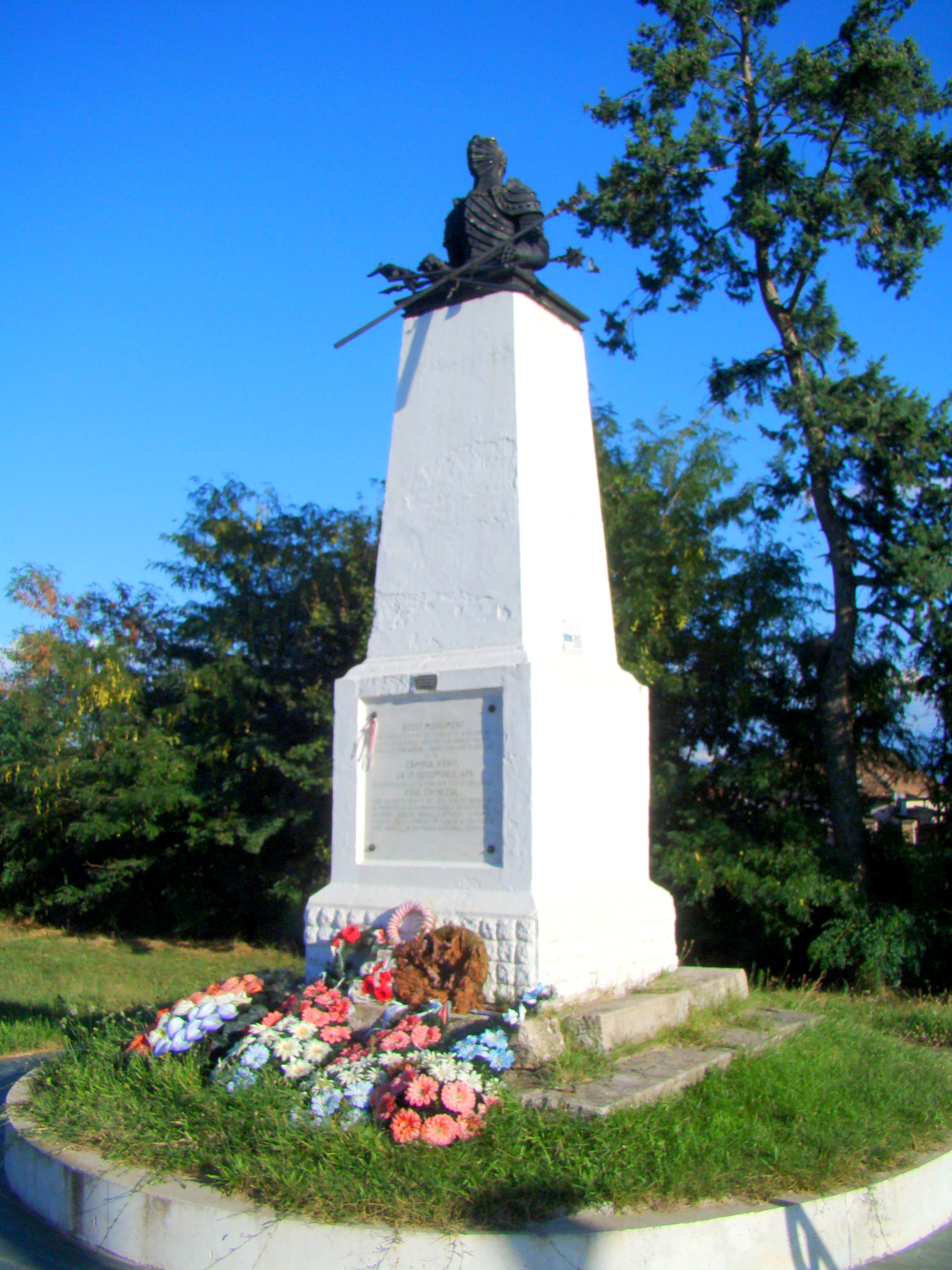
Monumentul lui Pavel Chinezu (monument istoric)
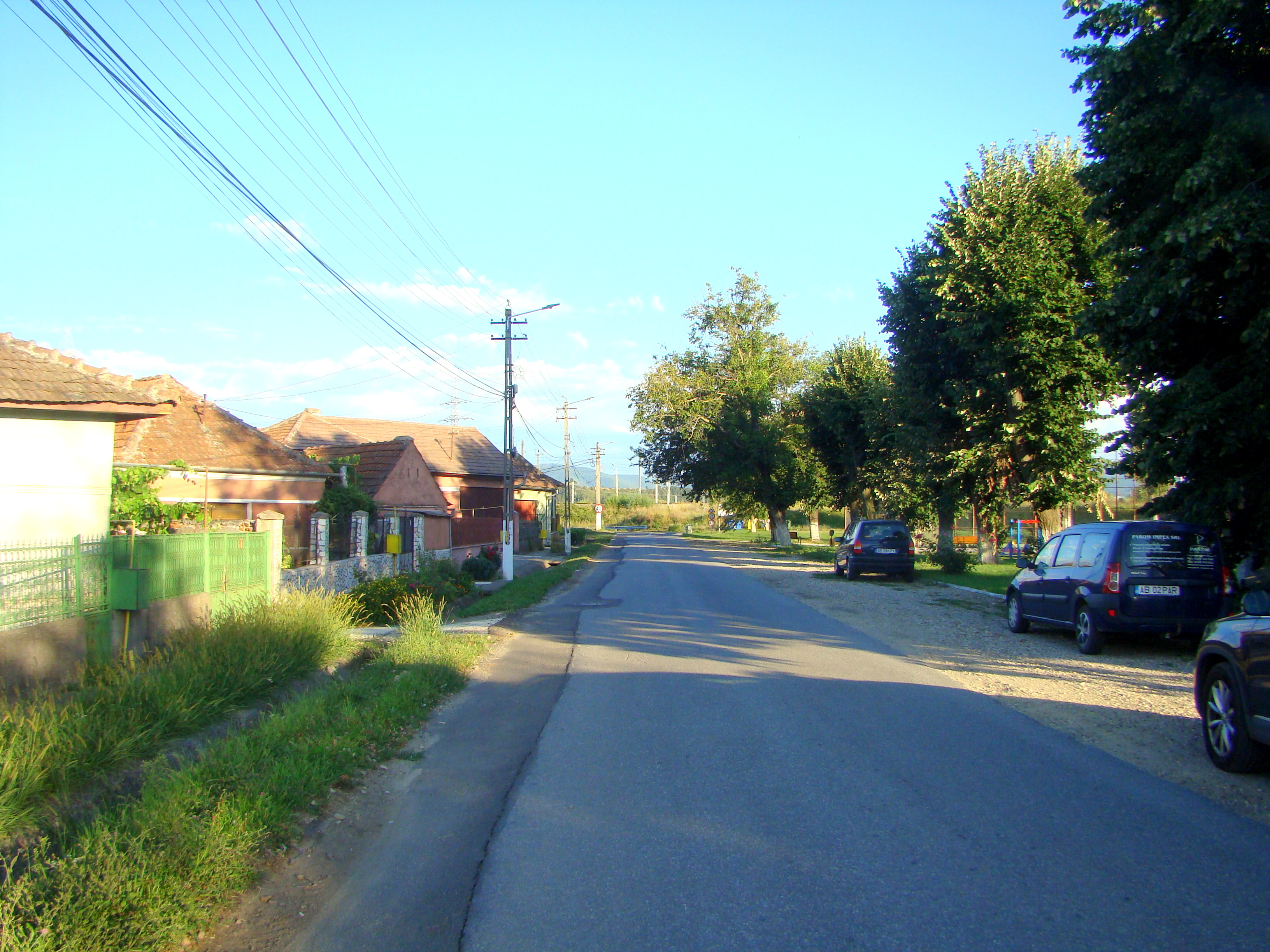
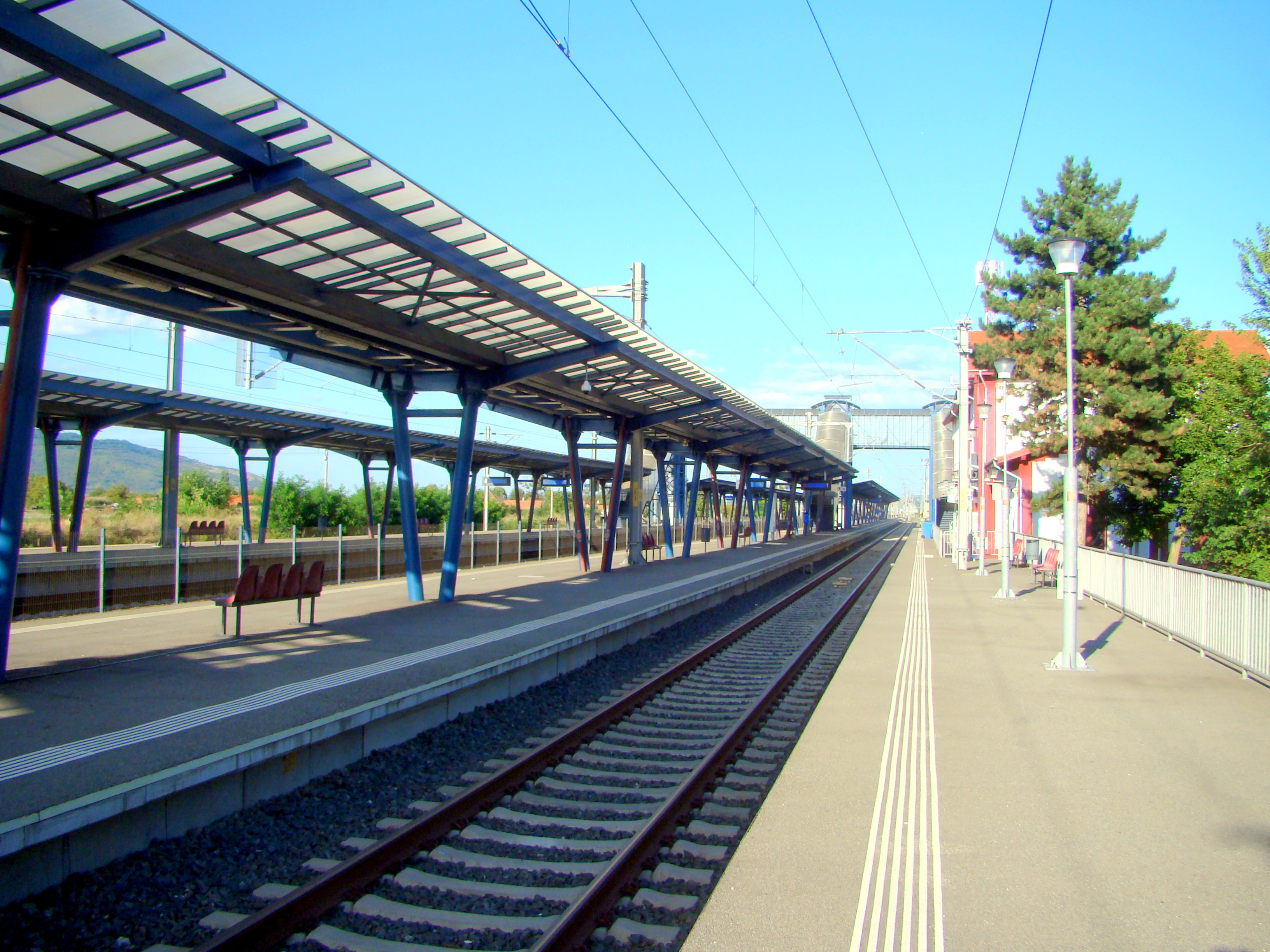
Peronul gării din Șibot